# تجمع عهد الكرامة والحقوق
تجمع عهد الكرامة والحقوق (CDR) هو حزب سياسي علماني يساري متعدد الأعراق تأسس في عام 2011 في شمال سوريا خلال الربيع العربي .
الحزب له سياسيان في التجمع الديمقراطي والإدارة الذاتية لشمال وشرق سوريا زعيمة الحزب ميرام داود ، هي واحدة من تسعة أعضاء في المجلس التنفيذي.

## أيديولوجيا
إن القيم العلمانية لاتفاقية الشرف والحقوق تضعها على خلاف مع العديد من جماعات المعارضة السورية بالأخص السلفيين أو الإسلاميين ، أدى بالحزب إلى رفض العمل مع هذه الأطراف وإدانة تلك الدول الأجنبية التي تسلح وتمول. هذه الأنواع من المجموعات في سوريا على حد زعمها.    لكنها انتقدت بشدة الدعم الروسي للحكومة السورية وتدخلها العسكري في البلاد.

## تاريخ
في أوائل عام 2015 ، تم اعتقال زعيمة الحزب ، ميرام داود ،من قبل مديرية المخابرات الجوية السورية عندما كان يجري تفتيشها من قبل مصالح الهجرة السورية في مطار دمشق الدولي بعد عودتها من مؤتمر للمعارضة السورية في القاهرة ، مصر .